# Glossostipula
Glossostipula es un género con tres especies de plantas con flores perteneciente a la familia de las rubiáceas. Es nativo de México y Guatemala.

## Descripción
Son árboles o arbustos inermes, terrestres, dioicos, con la corteza a veces desprendiéndose en capas finas. Hojas opuestas, isofilas, enteras, con domacios; nervadura menor no lineolada; estípulas interpeciolares y a veces cortamente intrapeciolares, lingüiformes, redondeadas a obtusas, erguidas, caducas, aplanadas. Inflorescencias estaminadas terminales, cimosas, con 1 par de brácteas estipuliformes y otras brácteas reducidas subyacentes. Flores estaminadas subsésiles o pediceladas; limbo calicino 6-lobado, sin calicofilos; corola hipocraterimorfa, blanco-verdosa o blanco-amarillenta, glabra o vellosa en la porción distal en el interior, los lobos 6, (dextro) contortos, sin apéndices; estambres 6, las anteras basifijas o dorsifijas cerca de la base, sésiles, parcialmente exertas; pistilodio presente, similar al estilo, el estigma claviforme, 4-lobado, exerto; ovario abortado. Flores pistiladas terminales, solitarias, sésiles o pediceladas, con 1 par de brácteas estipuliformes subyacente; limbo calicino similar al estaminado; corola similar a la estaminada; estaminodios presentes, similares a las anteras pero reducidos y abortivos; estigma subgloboso, 4-lobado, parcialmente exerto; ovario 4-locular, los óvulos numerosos, axilares. Frutos en bayas, globosas, carnosas, lisas, aparentemente anaranjado-amarillas; semillas elipsoidales o reniformes, aplanadas, lisas.

## Taxonomía
El género fue descrito por David H. Lorence y publicado en Candollea 41(2): 454, f. 1. 1986. La especie tipo es: Glossostipula concinna (Standl.) Lorence
Etimología
Glossostipula: nombre genérico que deriva de las palabras griegas: "glosso" = "lengua" y "stipula" = "estípula".

## Especies aceptadas
A continuación se brinda un listado de las especies del género Glossostipula aceptadas hasta mayo de 2015, ordenadas alfabéticamente. Para cada una se indica el nombre binomial seguido del autor, abreviado según las convenciones y usos.	
- Glossostipula blepharophylla (Standl.) Lorence (1986).
- Glossostipula concinna (Standl.) Lorence (1986).
- Glossostipula strigosa Lorence (1997).